# Thomas Pechhacker
Thomas Pechhacker (né le 15 novembre 1995) est un coureur cycliste autrichien, spécialiste du vélo trial. Il est notamment champion du monde du trial 20 pouces en 2018. 

## Palmarès en VTT trial

### Championnats du monde
- Pietermaritzburg 2013
  -  Médaillé d'argent du trial 20 pouces juniors
- Chengdu 2018
  -  Champion du monde du trial 20 pouces

### Coupe du monde
- Coupe du monde de VTT trial 20 pouces : troisième du classement général en 2018 et 2019

### Championnats d'Europe
- Moudon 2018
  -  Médaillé d'argent du trial 20 pouces
- Lucques 2019
  -  Médaillé de bronze du trial 20 pouces